# Sui iuris
Sui iuris је латинска фраза која дословно значи „по сопственом праву“. Католичка црква га користи и у грађанском и у канонском праву. Израз црква sui iuris користи се у Католичком законику канона источних цркава (КЗКИЦ) да означи аутономне цркве у католичком заједништву: 
Црквени sui iuris је „заједница хришћанских верника која је окупљена са хијерархијом у складу са нормом закона и коју врховна власт Цркве изричито или прећутно признаје као sui iuris“ (КЗКИЦ. 27). Термин sui iuris је иновација КЗКИЦ-а и означава релативну аутономију источних католичких цркава. Овај канонски појам, бременит многим правним нијансама, указује на Богом додељену мисију источних католичких цркава да одржавају своју наслеђену аутономну природу. А аутономија ових цркава је релативна у смислу да је под врховном влашћу римског папе. —Томас Кузинапурат, Спасоносни закон, 1998

## Етимологија
Латински израз sui iuris (појединачне речи значе „сопство“ и „закон“) одговара грчком „αὐτόνομος“, одакле је изведена српска реч аутономија.

## Канонски закон
Црквени документи попут Кодекса канона источних цркава примењују латински израз sui iuris на одређене цркве које су заједно Католичка црква, дакле на Римокатоличку цркву и оне које су у заједници с њом. Убедљиво највећа од sui iuris цркава је Латинска црква или латински обред. Над том одређеном црквом папа врши своју папску власт и власт која у другим одређеним црквама припада патријарху. Због тога је он називан и патријархом Запада. Остале одређене цркве називају се источнокатоличким црквама, од којих свака, ако је довољно велика, има свог патријарха или другог главног архијереја, који има власт над свим епископима те одређене цркве или обреда.
Исти појам се примењује и на мисије којима недостаје довољно свештенства да се установе као апостолске префектуре, али им се из различитих разлога даје аутономија, па стога нису део ниједне епархије, апостолског викаријата или апостолске префектуре. У 2004. години било је једанаест таквих мисија: три у Атлантику, Кајманским острвима, Турксу и Кејкосу и Светој Хелени, Асенсиону и Тристан да Куњи; два на Пацифику, Фунафути (Тувалу) и Токелау; и шест у централној Азији, Авганистану, Бакуу (Азербејџан), Киргистану, Таџикистану, Туркменистану и Узбекистану.

### Примери католичке црквене употребе
- "Источне католичке цркве нису „експерименталне“ или „привремене“ заједнице; то су цркве sui iuris; једна, света, католичка и апостолска, са чврстом канонском основом Законика канона источних цркава који је објавио папа Јован Павле II.“[7]
- „Хијерархија византијске митрополитске цркве sui iuris из Питтсбургха, у Сједињеним Америчким Државама, окупила се у сабору под називом Хијерархијски савет поменуте Цркве, у складу са Законом о канонима источних цркава, ...“[8]

### Категоријеsui iurisцркава
Према Католичком законику канона источних цркава, источнокатоличке цркве sui iuris су подељене у четири категорије.

#### Патријарашке цркве
Патријарашка црква је пуни облик источнокатоличке цркве. То је „заједница хришћанских верника коју окупља„ патријарашка хијерархија. Патријарх заједно са архијерејским синодом има законодавна, судска и административна овлашћења на територији јурисдикције патријарашке цркве, не доводећи у питање она овлашћења која су у уобичајеном праву римског понтификата (КЗКИЦ 55-150). Међу источним католичким црквама следеће цркве имају патријарашки статус:
1. Коптска католичка црква (1741): Каиро, (163,849), Египат
2. Маронитска црква (унија је поново потврђена 1182): Бкерке, (3.105.278), Либан, Кипар, Јордан, Израел, Палестина, Египат, Сирија, Аргентина, Бразил, Сједињене Државе, Аустралија, Канада, Мексико
3. Сиријска католичка црква (1781): Бејрут, (131.692), Либан, Ирак, Јордан, Кувајт, Палестина, Египат, Судан, Сирија, Турска, Сједињене Државе и Канада, Венецуела
4. Јерменска католичка црква (1742): Бејрут, (375,182), Либан, Иран, Ирак, Египат, Сирија, Турска, Јордан, Палестина, Украјина, Француска, Грчка, Латинска Америка, Аргентина, Румунија, Сједињене Државе, Канада, Источна Европа
5. Халдејска католичка црква (1552): Багдад, (418,194), Ирак, Иран, Либан, Египат, Сирија, Турска, Сједињене Државе
6. Мелкитска гркокатоличка црква (дефинитивно 1726): Дамаск, (1.346.635), Сирија, Либан, Јордан, Израел, Јерусалим, Бразил, Сједињене Државе, Канада, Мексико, Ирак, Египат и Судан, Кувајт, Аустралија, Венецуела, Аргентина

#### Велике архиепископске цркве
Велике архиепископске цркве су источне католичке цркве којима управљају велики архиепископи уз помоћ одговарајућег синода епископа. Ове цркве такође имају готово иста права и обавезе као и патријарашке цркве. Главни архиепископ је митрополит столице коју је одредио или признао Врховни ауторитет Цркве, који председава читавом одређеном источном црквом sui iuris и која се не одликује патријаршијским насловом. Под оним што се наводи у обичајном праву у вези са патријарашким црквама или патријарсима, подразумева се да је применљиво на велике архиепископске цркве или велике архиепископе, осим ако обичајни закон изричито не предвиђа другачије или је то видљиво из природе ствари“ (КЗКИЦ.151, 152). Велике архиепископске цркве су:
1. Сиромаланкарска католичка црква (1930): Тривандрум, (412,640), Индија, Уједињени Арапски Емирати, Сједињене Америчке Државе
2. Сиромалабарска католичка црква (1559): Ернакулам, (3.902.089), Индија, Блиски исток, Европа и Америка
3. Румунска гркокатоличка црква (1697): Блаж, (776,529), Румунија, Сједињене Америчке Државе
4. Украјинска гркокатоличка црква (1595): Кијев, (4.223.425), Украјина, Пољска, Сједињене Државе, Канада, Велика Британија, Аустралија, Немачка и Скандинавија, Француска, Бразил, Аргентина

#### Митрополитанске цркве
Црква sui iuris којом управља митрополит назива се митрополитска црква sui iuris. „Митрополитском црквом суи иурис председава митрополит одлучне столице, кога је именовао римски папа, а помаже му савет архијереја у складу са нормом закона“ (КЗКИЦ, 155§1). Католичке митрополитанске цркве су следеће:
1. Етиопска католичка црква (1846): Адис Абеба, (208,093), Етиопија, Еритреја
2. Русинска гркокатоличка црква (1646) - sui iuris митрополија, епархија и апостолски егзархат: Ужгород, Питсбург, (594 465), Сједињене Државе, Украјина, Чешка
3. Словачка гркокатоличка црква (1646): Прешов, (243,335), Словачка, Канада
4. Еритрејска католичка црква (2015): Асмара, Еритреја[9]
5. Мађарска гркокатоличка црква (2015) - Хајдудорог, (290 000), Мађарска

#### Осталеsui iurisцркве
Осим горе поменута три облика цркава sui iuris, постоје и неке друге црквене заједнице sui iuris. То је „Црква sui iuris која није ни патријаршија ни велика архиепископија ни митрополија, и поверена је архијереју који јој председава у складу са нормом обичајног права и посебним законом који је успоставио римски папа“ (КЗКИЦ 174) . Следеће цркве имају овај правни статус:
1. Албанска гркокатоличка црква (1628) - апостолска администрација: (3,510), Албанија
2. Белоруска гркокатоличка црква (1596) - тренутно није успостављена хијерархија: (10 000), Белорусија
3. Бугарска гркокатоличка црква (1861) - апостолски егзархат: Софија, (10,107), Бугарска
4. Гркокатоличка црква у Хрватској и Србији (1611) - епархија и апостолски егзархат: Крижевачка епархија за Хрватску, Словенију и Босну и Херцеговину и Византијска католичка апостолска егзархија Србије; (21.480) + (22.653)
5. Грчка византокатоличка црква (1829) - два апостолска егзархата: Атина, (2.325), Грчка, Турска
6. Италоалбанска католичка црква (1732) - две епархије и територијална опатија: (63.240), Италија
7. Македонска гркокатоличка црква (1918) - епархија: Скопље, (11,491), Република Македонија
8. Руска гркокатоличка црква (1905) - два апостолска егзархата, тренутно без хијерарха: Русија, Кина; тренутно око 20 парохија и заједница раштрканих широм света, укључујући пет у самој Русији, које одговарају епископима из других јурисдикција